# Veronika Heino
Veronika Heino (1995) è una giocatrice di football americano finlandese, che gioca gioca come wide receiver per le West Coast Phoenix..